# 그레고리 포터
그레고리 포터(영어: Gregory Porter, 1971년 11월 4일 ~ )는 미국의 가수, 작곡가, 배우이다. 2014년 《Liquid Spirit》과 2017년 《Take Me to the Alley》로 그래미 어워드 최우수 재즈 보컬 음반상을 수상했다.

## 어린 시절 및 교육

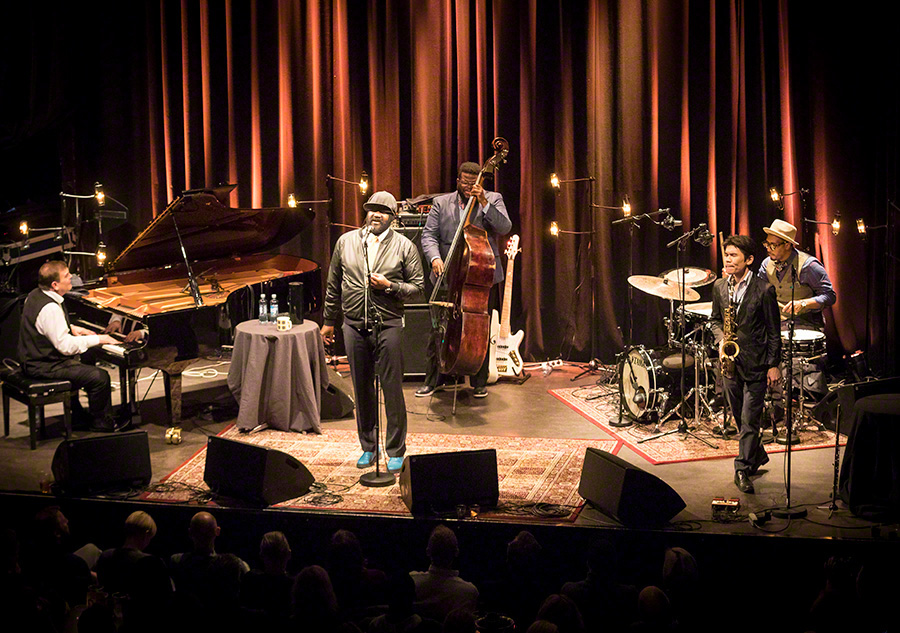
포터는 2016년 노르웨이 오슬로에 있는 코스모폴리테 클럽에서 정규 밴드와 협연했다.

그레고리 포터는 캘리포니아주 새크라멘토에서 태어났고, 어머니 루스가 목사로 있던 캘리포니아주 베이커즈필드에서 자랐다. 포터는 7명의 형제자매가 있다. 그의 어머니는 그가 어린 나이에 교회에서 노래를 부르도록 격려하면서 그의 삶에 큰 영향을 끼쳤다. 그의 아버지 루퍼스는 대부분 그의 삶에 부재했다. 포터가 말하길, "누구나 아버지와 문제가 있었어요. 비록 아버지가 집에 계셨더라도요. 감정적으로 부재중이었을 수도 있어요 아버지는 그냥 정정당당히 부재중이셨어요. 저는 제 인생에서 단지 며칠 동안 그와 함께 놀았습니다. 그리고 그것은 긴 시간이 아니었습니다. 그는 단지 그곳에 있는 것에 완전히 관심이 없는 것처럼 보였습니다. 아마 그랬을 거예요, 모르겠어요."
1989년 하이랜드 고등학교를 졸업한 그는 샌디에고 주립 대학교(SDSU 아즈텍)에서 미식축구 선수로서 완전한 운동 장학금을 받았으나, 주니어 시절 어깨 부상을 당하여 축구 경력을 단축시켰다.
포터의 어머니는 그가 21살이었을 때 암으로 죽었다. 그녀는 임종에서 그에게 이렇게 간청하였다. "얘야, 노래해, 노래해!"

## 경력
포터는 2004년 그의 형 로이드와 함께 브루클린의 베드퍼드스타이베선트로 이사했다. 그는 로이드 레스토랑 브레드스튜이(현재는 사라짐)에서 요리사로 일했고, 그곳에서 공연도 했다. 포터는 시스타 플레이스와 솔로몬 베란다를 포함한 다른 인근 공연장에서 공연을 했고, 할렘 클럽 세인트루이스로 이적했다. 닉의 펍에서 주간 거주지를 관리했죠 이 레지던트에서 무엇이 포터의 투어 밴드가 될 것인지를 진화시켰다.
포터는 2013년 5월 17일 블루 노트 레코드(유니버셜 뮤직 그룹)와 계약하기 전에 멤브런 엔터테인먼트 그룹, 2010년 《Water》, 2012년 《Be Good》과 함께 모테마 레이블에 두 장의 음반을 발매하였다. 2013년 9월 2일 유럽에서, 2013년 9월 17일 미국에서 세 번째 음반인 《Liquid Spirit》이 발매되었다. 이 음반은 브라이언 바커스에 의해 제작되었다. 이 음반은 2014년 그래미 최우수 재즈 보컬 음반을 수상했다.
《Liquid Spirit》은 영국 음반 차트 10위 안에 들며 재즈 장르의 음반으로는 좀처럼 달성하지 못한 상업적 성공을 누렸다. 그것은 영국에서 100,000개 이상 팔린 영국 축음기 협회에 의해 골드로 인증되었다.

## 음반 목록
- Water (2010년)
- Be Good (2012년)
- Liquid Spirit (2013년)
- Take Me to the Alley (2016년)
- Nat King Cole & Me (2017년)
- All Rise (2020년)